# WWHL 2008/09
Die Saison 2008/09 war die fünfte Spielzeit der Western Women’s Hockey League (WWHL), einer der beiden höchsten kanadischen Spielklassen im Fraueneishockey in den westlichen Provinzen Alberta und British Columbia. Die Minnesota Whitecaps besiegten im Meisterschaftsfinale die Calgary Oval X-Treme mit 2:0. Damit sicherten sich die Whitecaps den ersten WWHL-Meistertitel der Clubgeschichte.

## Teilnehmer
An der fünften Austragung der WWHL nahmen die gleichen fünf Mannschaften wie in der Vorsaison teil.
| Team                      | Standort                  | Gründung | Spielstätte                    |
| ------------------------- | ------------------------- | -------- | ------------------------------ |
| British Columbia Breakers | Langley, British Columbia | 2004     | Aldergrove Arena               |
| Calgary Oval X-Treme      | Calgary, Alberta          | 1995     | Olympic Oval                   |
| Edmonton Chimos           | Edmonton, Alberta         | 1973     | River Cree Twin Arenas         |
| Minnesota Whitecaps       | Minnesota & Saint Paul    | 2004     | verschiedene                   |
| Strathmore Rockies        | Strathmore, Alberta       | 2006     | Strathmore Family Center Arena |

## Reguläre Saison
Die reguläre Saison begann am 3. Oktober 2008 und endete am 1. März 2009. Der Spielplan sah für jede Mannschaft 24 Spiele vor, wobei eine erweiterte Zwei-Punkt-Regel zur Anwendung kam.

### Tabelle
| Pl. | Mannschaft                | Sp | S  | U | N  | Tore    | Punkte |
| --- | ------------------------- | -- | -- | - | -- | ------- | ------ |
| 1.  | Calgary Oval X-Treme      | 23 | 20 | 1 | 2  | 143:034 | 42     |
| 2.  | Minnesota Whitecaps       | 22 | 18 | 1 | 3  | 181:044 | 38     |
| 3.  | Edmonton Chimos           | 24 | 14 | 0 | 10 | 082:079 | 28     |
| 4.  | Strathmore Rockies        | 23 | 6  | 1 | 16 | 036:126 | 13     |
| 5.  | British Columbia Breakers | 24 | 0  | 2 | 22 | 017:076 | 2      |

Abkürzungen: Pl. = Platz, Sp = Spiele, S = Siege, U = Unentschieden, N = Niederlagen

Erläuterungen: Für die Play-offs qualifiziert

### Statistik

#### Beste Scorerinnen
Abkürzungen: Sp = Spiele, T = Tore, V = Assists, Pkt = Punkte, SM = Strafminuten; Fett: Saisonbestwert
| Spieler           | Mannschaft           | Sp | T  | V  | Pkt | SM |
| ----------------- | -------------------- | -- | -- | -- | --- | -- |
| Gina Kingsbury    | Calgary Oval X-Treme | 21 | 24 | 30 | 54  | 10 |
| Cherie Piper      | Calgary Oval X-Treme | 21 | 15 | 22 | 37  | 18 |
| Jenny Potter      | Minnesota Whitecaps  | 16 | 16 | 19 | 35  | 16 |
| Carla MacLeod     | Calgary Oval X-Treme | 21 | 12 | 23 | 35  | 16 |
| Tessa Bonhomme    | Calgary Oval X-Treme | 21 | 12 | 21 | 33  | 18 |
| Karen McLaughlin  | Calgary Oval X-Treme | 21 | 21 | 11 | 32  | 20 |
| Rebecca Russell   | Calgary Oval X-Treme | 22 | 14 | 18 | 32  | 12 |
| Kristen Hagg      | Edmonton Chimos      | 24 | 14 | 18 | 32  | 14 |
| Kaley Hall        | Calgary Oval X-Treme | 21 | 13 | 18 | 31  | 65 |
| Meaghan Mikkelson | Edmonton Chimos      | 22 | 9  | 20 | 29  | 32 |
| Colleen Sostorics | Calgary Oval X-Treme | 22 | 7  | 18 | 25  | 6  |

#### Beste Torhüterinnen
Abkürzungen: Sp = Spiele, Min = Eiszeit (in Minuten), S = Siege, N = Niederlagen, GT = Gegentore, SO = Shutouts, GTS = Gegentorschnitt, SVS = Gehalten Schüsse, Sv% = Fangquote; Fett: Saisonbestwert
| Spieler            | Mannschaft           | Sp | Min | S | N | GT | GTS  | SaT | SVS | Sv%  | SO |
| ------------------ | -------------------- | -- | --- | - | - | -- | ---- | --- | --- | ---- | -- |
| Kendall Newell     | Calgary Oval X-Treme | 10 | 600 | 9 | 1 | 16 | 1,60 | 193 | 177 | 91,7 | 3  |
| Amanda Tapp        | Calgary Oval X-Treme | 10 | 605 | 8 | 2 | 18 | 1,79 | 220 | 202 | 91,8 | 1  |
| Sanya Sandahl      | Minnesota Whitecaps  | 9  | 424 | 5 | 1 | 14 | 1,98 | 206 | 192 | 93,2 | 0  |
| Megan van Beusekom | Minnesota Whitecaps  | 6  | 276 | 3 | 2 | 12 | 2,61 | 133 | 121 | 91,0 | 0  |
| Keely Brown        | Edmonton Chimos      | 12 | 720 | 8 | 4 | 38 | 3,17 | 422 | 384 | 91,0 | 0  |
| Lara Smart         | Edmonton Chimos      | 12 | 735 | 7 | 5 | 41 | 3,35 | 392 | 351 | 89,5 | 0  |
| Desirae Clark      | B.C. Breakers        | 9  | 491 | 0 | 9 | 35 | 4,28 | 345 | 310 | 89,9 | 0  |
| Ali Hoston         | Strathmore Rockies   | 11 | 582 | 1 | 8 | 47 | 4,85 | 430 | 383 | 89,1 | 0  |

## Play-offs
Der Meister der WWHL wurde im Jahr 2009 in separaten Play-offs ausgespielt. Die vier teilnehmenden Mannschaften ermittelten im Halbfinale die beiden Teilnehmer am Finale, jeweils in einem Spiel. 

### Halbfinale
| 7. März 2009 13:30 Uhr (Ortszeit) | Calgary Oval X-Treme G. Ferrari (19:00) C. Sostorics (7:17) C. McLeod (5:05) C. Piper (39:07) A. Frautschi (34:15) K. McLaughlin (48:27) C. Sostorics (47:41) T. Bonhomme (46:37) G. Kingsbury (44:45) | 9:0 (3:0, 2:0, 4:0) Spielbericht | Strathmore Rockies | Olympic Oval, Calgary Zuschauer: k. A. |

| 7. März 2009 16:30 Uhr | Minnesota Whitecaps J. Zaugg (10:29) L. Macy (31:05) B. White (27:18) E. Keys (57:46) | 4:0 (1:0, 2:0, 1:0) Spielbericht | Edmonton Chimos | Olympic Oval, Calgary Zuschauer: k. A. |

### Finale
Das Finale bestritten die Minnesota Whitecaps und die Calgary Oval X-Treme, die damit auch für den Clarkson Cup 2009 qualifiziert waren.
| 8. März 2009 12:15 Uhr | Minnesota Whitecaps E. Keys (25:15) K. Thatcher (59:44) | 2:0 (0:0, 1:0, 1:0) Spielbericht | Calgary Oval X-Treme | Strathmore Family Center, Strathmore Zuschauer: k. A. |

### WWHL-Champions-Cup-Sieger
| WWHL-Champions-Cup-Sieger Minnesota Whitecaps | Torhüterinnen: Jody Horak, Manon Rhéaume, Sanya Sandahl, Megan van Beusekom Verteidigerinnen: Chelsey Brodt, Winny Brodt, Caitlin Cahow, Molly Engstrom, Briana Jentner, Angela Ruggiero, Allie Sanchez, Jenny Schnickel Angreiferinnen: Julie Chu, Erin Keys, Jessica Koizumi, Michaela Lanzl, Lindsay Macy, Jenny Potter, Karen Thatcher, Brooke White, Jinelle Zaugg Trainerstab: Rick Albrecht, Jack Brodt, Rob Potter, Dwayne Schmidgall, Justin Brown |

## Clarkson Cup
Das erste Finalturnier um den Clarkson Cup, auch Scotiabank National Canadian Women's Championship,  wurde vom 19. bis 21. März 2009 im K-Rock Centre in Kingston ausgetragen. Die Stars de Montréal besiegten im Finale die Minnesota Whitecaps mit 3:1 und gewannen damit als erstes Club-Team überhaupt den 2005 gestifteten Clarkson Cup.

## Auszeichnungen

### Spielertrophäen
- Most Valuable Player: Jenny Potter (Minnesota Whitecaps)[5]
- Top Offensive Player: Jenny Potter (Minnesota Whitecaps)
- Top Defensive Player:  Meaghan Mikkelson (Minnesota Whitecaps)
- Top Goalie: Keely Brown (Edmonton Chimos)[6]